# Moni Francis

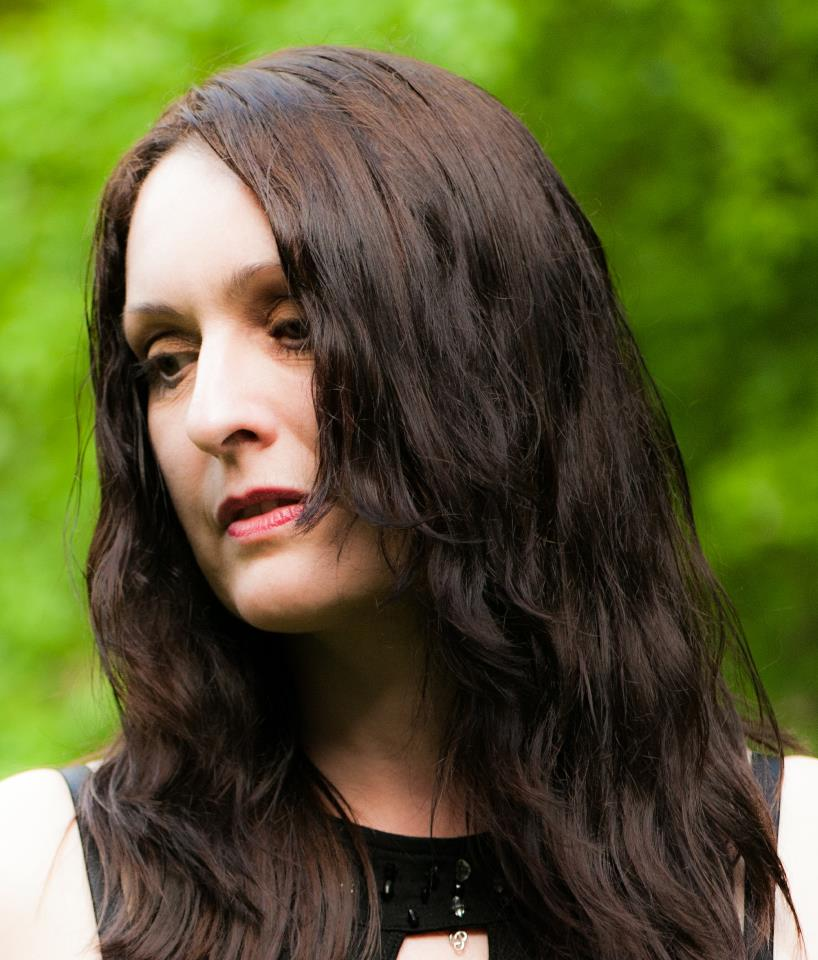
Moni Francis 2012

Moni Francis (* in Olching) ist eine deutsche Sängerin, Singer-Songwriterin und Musikkabarettistin.

## Leben
Francis wuchs als mittleres von drei Kindern in Olching auf. Mit sechs Jahren stand sie auf der Bühne und trug Gedichte sowie Lieder vor. Ihr Vater gab ihr drei Jahre lang Akkordeonunterricht. Mit 13 Jahren gründete sie ihre erste eigene (Rock-’n’-Roll-)Band und spielte zunächst E-Bass und übernahm dann den Gesang. Mit 15 tourte sie zwei Jahre lang mit „Paul Adamek und die Birkenwälder Musikanten“ durch Deutschland. Nach einem Auftritt mit der Band „Club of Rome“ als Supporting Act der „Münchner Freiheit“ hatte sie ihren ersten Plattenvertrag bei CBS Records mit „Angel&The Pack“. Produziert wurden die Platten von Micki Meuser und Grant Stevens.
Mit 25 Jahren ging sie zum Kabarett Die Meedels. Neben Tourneen war sie auch mit dieser Formation im deutschen Fernsehen vertreten und trat mit Urban Priol, Henning Venske und Helge Schneider auf. Außerdem hatten Die Meedels zwei Platzierungen in der Liederbestenliste des SWR.
Sie nahm eine Rolle im zweiten Teil des Kinofilms „Unendliche Geschichte“ an, war Showpartnerin einer Illusions- und Zaubershow, drehte einige Kurzfilme, sang Werbespots ein und lieh „Konrad, dem Kultküken“ ihre Stimme (Härter Verlag). Es folgten zwei Tourneen durch die USA mit einer österreichischen Polka-Band, eine Hauptrolle in dem Kinder-Musical „Kennt ihr Blauland“ (nach dem Kinderbuch von Tina Rau). Sie ist Mitglied im Vocal-Ensemble „The Sunbeams“ der Big Band Billy Gorlt. Sie ist auch als Studiosängerin tätig.
2007 gründete sie zusammen mit drei Kollegen von Buddy Olly die Band „Moni Francis&The BeBops“, mit der sie immer noch tourt. 2011 hatte ihr Musikkabarett-Programm „Die Petticoat&Pomade-Show“ Premiere. Im Juli 2012 unterzeichnete Moni Francis mit ihrem Singer-/Songwriter-Duo „denkbar“, das aus ihr und Olly besteht, einen Vertrag bei „7us Music Media Group“.
Moni Francis hat zwei Söhne.

## TV-Auftritte
- 1986 mit „Angel & The Pack“ in So isses
- ZDF bei Benny Schnier
- 1987 NDR Fernsehen in „Up´n Swutsch“
- 1992 über Die Meedels Bayerisches Fernsehen Dokumentation

## Veröffentlichungen
- 1986: Angel & The Pack: „Thunder, Lightning“ (CBS Schallplatten GmbH)
- 1986: Angel & The Pack: „Somebody to love“, (CBS Schallplatten GmbH)
- 2004: Billy Gorlt and the Airforce Band: „Swing Nr. 5“ (B.G.M. Musikproduction)
- 2007: Moni Francis & The BeBops: „The definite Smoke on the water Show“, Gitarrenweltrekord (Zounds Music)
- 2012: denkbar: „Gedankensturm “ (D7 – ein Label der 7us media group GmbH)
- 2021: Coronatus: Atmosphere (Massacre Records)

## Auszeichnungen
- 1991 Stern der Woche, Münchner Abendzeitung (Die Meedels)
- 1994 Ravensburger Kupferle – Oberschwäbischer Kleinkunstpreis (Die Meedels)
- 1996 Kleinkunstpreis Baden-Württemberg (Die Meedels)[7]